# Wolfsheim
Wolfsheim — музыкальный коллектив из Германии. Стиль исполнения представляет собой сочетание синти-попа и дарквейва. Название коллектива не имеет никакого отношения к немецкому посёлку Вольфсхайм, а взято из книги Скотта Фицджеральда Великий Гэтсби в честь одного из героев.

## История
Музыкальный коллектив Wolfsheim был сформирован в 1987 году Маркусом Реинхардтом и Помпеджо Риччиарди. Вскоре после записи демоленты Помпеджи покинул группу и предложил на своё место старого друга детства Петера Хеппнера. С тех пор Петер стал сочинять тексты, а Маркус занимался музыкой.
Первое выступление Wolfsheim состоялось в Werkstatt 3 — маленьком клубе в Гамбурге, в конце 1987 года. Затем последовала запись ещё двух демолент, и к Wolfsheim проявил интерес Лотар Гартнер с лейбла Strange Ways Records.
В 1991 году вышел в свет первый сингл The Sparrows And the Nightingales, заглавная песня которого стала клубным хитом.
Далее, в 1992 году, последовали выпуск сингла Its Not Too Late и дебютного альбома No Happy View, над которым Wolfsheim работали около трех лет, а записали за две недели. К 2001 году дебютный альбом распродался тиражом в 65 000 копий.
В преддверии следующего альбома, Popkiller, выходят синглы Now I Fall' и 'Thunderheart. Петер, в свою очередь, участвует в записях таких групп как: Girls Under Glass, Umbra et Imago, Paul van Dyk, Schiller.
В феврале 1995 года выходит сборник 55578, на котором можно найти лучшие композиции группы, а также редкие и неизданные треки. Помимо этого к релизу прилагался выпущенный ограниченным тиражом бонус-диск, на котором можно услышать концертные треки с выступлений в ходе тура Strange Ways Festival Tour в 1994 году.
В преддверии третьего студийного альбома выходят синглы Elias и, в ноябре 1995 года, Closer Still, а в феврале 1996 года выходит полноформатный Dreaming Apes, который продюсировал известный продюсер в кругах электронной музыки Хосе Альварес (De/Vision). В оформлении обложек всех 3-х музыкальных альбомов A New Starsystem Has Been Explored (Кукла с ромашками вместо глаз на фоне звездного неба), также Closer Still (Скамейка с Марсова поля в Питере, занесенная снегом, на фоне темно-синих облаков) и самого успешного за все время существования группы  Wolfsheim музыкального альбома  Dreaming Apes (Морда обезьяны, скрываемая желтой листвой) были использованы художественные фотокомпозиции профессионального кинооператора Александра Демчука, с 1991 года проживающего в Германии.
В мае 1996 года Wolfsheim отправляются в своё первое собственное турне, а потом выходит сингл A New Starsystem Has Been Explored, на который был снят видеоклип.
В октябре 1997 года выходит первый концертный альбом Hamburg Rom, композиции которого записи в ходе выступлений в Гамбурге, Потсдаме, Бремене, Дортмунде и других городах.
В 1998 году Петер совместно с Йохимом Виттом записали трек Die Flut, который впоследствии стал хитом и ротировался на каналах VIVA и VIVA +.
Вскоре выходит альбом Spectators, который попал на второе место немецких чартов (на первом была Шер). Потом последовал тур в поддержку альбома и выступления на фестивалях Bizarre, Rock am Ring, Rock im Park, бельгийском Eurorock.
В 2001 году выходит концертный DVD группы Kompendium, где также представлены все видеоклипы Wolfsheim. 17 февраля 2003 года выходит сингл Kein Zurueck, а вскоре и сам альбом Casting Shadows который продюсировал Андриас Гербиг (A-ha, Deichkind, Patrice). Альбом вышел в двух вариантах: как обычное издание, и как дигипак с бонус-диском, на котором было видео и специальная версия программы для обработки музыки Magix Music Maker.
Новый альбом занимает 1-ю позицию в German Media Control Albums Chart). Композицию «Kein Zurueck» можно было слышать на радиостанциях NDR2, Eins Live, RB4, Radio Fritz, RS2, SR1, HR3. Многие немецкие журналы поместили группу на свои обложки. Сингл, содержащий эту песню, также добрался до 5 места в немецких Charts Top 100, и до первого в DAC. В поддержку диска прошёл тур весной 2003 года — по Германии и Австрии.
16 января 2008 Маркус вывесил на официальном сайте пресс-релиз о том, что в конце 2005 года вокалист Петер Хеппнер подписал эксклюзивный контракт с Warner Music на выпуск нескольких сольных альбомов в ущерб, по мнению Маркуса Райнхардта, деятельности Wolfsheim. Райнхардт подал на Хеппнера в Гамбургский суд, и его адвокат, Йенс Шиппманн, объявил, что приблизительно весной 2008-го может быть принято решение суда по иску об исключении Петера Хеппнера из группы Wolfsheim вследствие его конкурирующей сольной деятельности.
Впоследствии, после долгих переговоров и нескольких проигранных Райнхардтаном дел против Хеппнера, 26 февраля 2010 года окружной суд Гамбурга вновь отклонил жалобу Маркуса Райнхардта об исключении Хеппнера из состава Wolfsheim. Пересмотр дела не представляется возможным. Суд однозначно установил, что для исключения Петера Хеппнера из группы нет никаких оснований. Совместная деятельность Маркуса Райнхардта и Петера Хеппнера как группы Wolfsheim завершилась.

## Состав
- Петер Хеппнер - вокал, лирика (1987 - 2008)
- Маркус Рейнхардт - музыка (1987 - 2008)
- Помпеджо Риччиарди (1987)
- Оливер Рейнхардт (1987)

## Дискография
| - Ken Manage (1988) - Any But Pretty (1989) - 1992 — No Happy View - 1993 — Popkiller - 1995 — 55578 - 1996 — Dreaming Apes - 1999 — Spectators - 2003 — Casting Shadows - Kompendium (2002), Strange Ways Records | - "The Sparrows and The Nightingales" (1991) Strange Ways Records - "It's Not Too Late (Don't Sorrow)" (1992) Strange Ways Records - "Thunderheart" (1992) Strange Ways Records - "Now I Fall" (1993) Strange Ways Records - "Elias" (1994) Strange Ways Records - "Closer Still" (1995) Strange Ways Records - "A New Starsystem Has Been Explored" (1996) Strange Ways Records - "Once in a Lifetime" (1998) Strange Ways Records - "It's Hurting for the First Time" (1998) Strange Ways Records - "Künstliche Welten" (1999) Strange Ways Records - "Sleep Somehow" (1999) Strange Ways Records (vinyl only) - "Kein Zurück" (2003) Strange Ways Records - "Find You're Gone" (2003) Strange Ways Records - "Blind 2004" (2004) Strange Ways Records |